# Odontolabis macrocephala
Odontolabis macrocephala is een keversoort uit de familie vliegende herten (Lucanidae). De wetenschappelijke naam van de soort is voor het eerst geldig gepubliceerd in 1984 door Lacroix.